# 交差分極

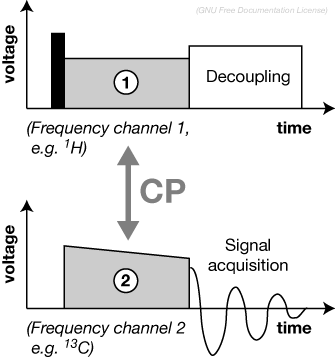
CPパルスシークエンス

核磁気共鳴における交差分極（こうさぶんきょく、英: Cross-polarization、略称: CP）とは、測定したい核の緩和時間が長く感度が悪い場合に、プロトンの磁化を測定する核に移動させることで、感度の向上と測定時間の短縮をする手法のことである。固体核磁気共鳴などで用いられる。
この手法は当時マサチューセッツ工科大学ジョン・S・ウォー研究室の大学院生であったMichael Gibbyとアレクサンダー・パインズによって考案され、1972年に特許取得された。元々はProton-enhanced nuclear induction spectroscopy（PENIS）という名称であったが、その頭字語（PENIS）の猥褻さのため、パルスシーケンスに提案されたこの名称は広く受け入れられることはなかった。現在は交差分極（cross-polarization）とより一般的に呼ばれている。

## RF磁場の二重照射
異核種間で相互作用しているIとSの両方にY軸方向からRF磁場を各々オンレゾナンスで照射する。二重回転系で系のハミルトニアンは、RF磁場のオンレゾナンス照射と双極子の和で与えられる。スピン系の時間発展を計算するために、時間発展演算子をRF磁場のゼーマン相互作用部分と磁気双極子相互作用部分に分離する。すると磁気双極子相互作用がRF磁場により時間依存するようになったことが明らかになる。

## ハートマン-ハーン条件
照射強度をハートマン-ハーン条件とすると、時間発展演算子の磁気双極子相互作用部分に時間しない部分が残る。この磁気双極子項は、RF磁場のゼーマン相互作用ハミルトニアンと交換する。

## 分極の移動
y軸方向を回転系のz軸方向として考えるために、y→z、z→x、x→yという巡回置換を行い、昇降演算子を用いた式変形をする。すると同じ共鳴周波数の同種核が、フリップフロップ項で相互作用しているという式が導かれ、回転系におけるスピン拡散がおこり、IとSの回転系でのZ磁化の平均化が起こる。これが交差分極である。つまりCPは二重回転系での異種核間のスピン拡散によるエネルギーの平均化の過程であると考えることができる。

## スピンロック
交差分極に必要な回転系での縦磁化は、スピンロックで作ることができる。初期状態として実験室系でのゼーマン相互作用の下での熱平衡磁化を考える。I、SスピンのZ磁化に90度パルスを-X軸方向からかけて横磁化を作り、Y軸方向の照射を行ってスピンロックを行う。スピンロックされた磁化（回転系での縦磁化）の状態は平衡状態でないために、系は相互作用を通して平衡状態に向かう。
一般的なCP実験では熱平衡のS磁化は利用しないことが多い。具体的にはSスピンには90度パルスを照射せずに、Sの熱平衡磁化を消している。